# 加藤寛治 (政治家)
加藤 寛治（かとう かんじ、1946年4月24日 - ）は、日本の政治家。
衆議院議員（3期）、農林水産副大臣（第4次安倍第2次改造内閣）、農林水産大臣政務官（第3次安倍第1次改造内閣）、自民党長崎県連会長、長崎県議会議員（8期）、同議長などを歴任した。

## 来歴
長崎県島原市出身。父親の加藤清則は株式会社三青の創業者で、長崎県議会議員を務めた。長崎県立島原高等学校、日本大学理工学部をそれぞれ卒業する。
1982年に長崎県議会議員に初当選して以降8期務め、県議会議長、県連幹事長などを歴任した。
2012年の第46回衆議院議員総選挙に自由民主党公認で長崎2区から立候補する。久間章生の元秘書で雲仙市長の奥村慎太郎が無所属で立候補して保守分裂選挙となるも、奥村や民主党の川越孝洋らを破り加藤は初当選する。2014年の第47回衆議院議員総選挙で民主党の大久保潔重らを破り再選される。2015年に農林水産大臣政務官に任命される。2017年の第48回衆議院議員総選挙で、希望の党の山口初實らを破り3選される。
2021年8月30日に健康の問題を理由として次期衆院選に出馬せずに引退を表明。同時に子息で私設秘書の加藤竜祥が後援組織と地盤を譲受し、10月の第49回衆議院議員総選挙で初当選した。
2023年に旭日重光章を受章した。

## 政策・主張
- 村山談話・河野談話を見直すべきだ[7]。
- 選択的夫婦別姓制度導入に反対[8][9]。

## 人物
- 県議会議員在任中の2012年、自民党が分裂していた長崎県議会において、社民・民主系会派と一部自民系会派が連立していた議会主流派を野合と批判し、議会出席禁止の処分を受けた。県議会での出場停止処分の懲罰は1971年以来41年ぶり。この際加藤は、「加藤は死すとも、言論の自由は死せず」と述べて議場を去った[10]。

## 問題発言
- 2018年5月10日に行われた細田派の定例会合で、結婚披露宴に出席した際には「必ず3人以上の子供を産み育てていただきたい」「世の中には、いくら努力しても子どもに恵まれない方々もいます。無理を言うのは酷でありますから、そういう方々のために3人以上が必要なんですよ」「結婚しなければ、子供が生まれず、人様の子供の税金で老人ホームに行くことになる」と呼び掛けていると述べ、出席者からセクハラで失言ではないかと非難された。会合の直後は「結婚式の時にお願いしたことを話しただけだ」として発言を撤回しない考えを示したが、数時間後に「誤解を与えたことに対し、おわびします」として発言を撤回した[11][12][13]。

## 所属団体・議員連盟
- 自民党たばこ議員連盟[14]
- 自由民主党たばこ特別委員会（幹事）[14][15]
- 日本会議国会議員懇談会[16]
- 神道政治連盟国会議員懇談会[16]
- みんなで靖国神社に参拝する国会議員の会[16]
- 日本の尊厳と国益を護る会（幹事）[17]